# Шеррі Стрінгфілд
Шеррі Лі Стрінгфілд (англ. Sherry Lea Stringfield (24 червня 1967 , Колорадо-Спрінгз, Колорадо ) — американська акторка, відома головним чином за роллю лікарки Сьюзан Льюїс з американського телесеріалі «Швидка допомога». За цю роль була тричі номінована на премію «Еммі» (1995, 1996 та 1997 роках) і двічі — на премію «Золотий глобус» (1995 та 1996 роках).

## Життєпис
Шеррі Стрінгфілд, старша з трьох дітей, народилася 1967 року в Колорадо-Спрінгс, штат Колорадо (США). Потім її сім'я переїхала в Альбукерке, штат Нью-Мексико, але прожила там недовго, остаточно оселившись у Спрінгсі в штаті Техас, розташованому неподалік міста Х'юстон. У 18-річному віці вступила до Університету штату Нью-Йорк і закінчила його 1989 року за освітнім ступенем бакалавра.
До ролі в «Швидкій допомозі», відзначеної номінаціями на премію «Еммі» та «Золотий глобус», а також премією Гільдії кіноакторів США в номінації «Найкращий акторський склад у драматичному серіалі», яку Шеррі Стрінгфілд разом зі своїми колегами по серіалу отримала у 1997 році, вона привернула увагу публіки ролями в серіалах «Поліція Нью-Йорка» та «Дороговказне світло». У 1997 році читачами журналу FHM Шеррі Стрінгфілд була включена до «100 найсексуальніших жінок світу». Вона активно працювала в таких постановках як «Гусь та Том-Том», «Великий переполох» та «Том Джонс». Йдучи зі «Швидкої допомоги», Шеррі Стрінгфілд зробила заяву, що вона хотіла б присвятити більше часу особистому життю. З того часу Шеррі знялася у фільмах «Студія 54» в компанії з Майком Маєрсом і Сальмою Хайєк, а також у «Осінь у Нью-Йорку» з Річардом Гіром.
У жовтні 1998 року Шеррі вийшла заміж за автора наукової літератури Лері Джозефа. У березні 2001 року народилася їхня перша дитина — донька Фібі, потім 12 квітня 2004 року на світ з'явився син Майло. У січні 2006 року, після 7 років шлюбу, Стрінгфілд та Джозеф розлучилися.
У вільний час Шеррі Стрінгфілд любить ходити на лижах та займається йогою. Також вона любить читати та подорожувати. В даний час проживає в Лос-Анджелесі.

## Фільмографія
| Рік       |    | Українська назва                  | Оригінальна назва              | Роль                |
| --------- | -- | --------------------------------- | ------------------------------ | ------------------- |
| 1989—1991 | с  | Дороговказне світло               | Guiding Light                  | Крістіна Бавер      |
| 1993—1994 | с  | Поліція Нью-Йорка                 | NYPD Blue                      | Лора Мішель Келлі   |
| 1994—2005 | с  | Швидка допомога                   | ER                             | Доктор Сьюзан Льюїс |
| 1995      | ф  | Останній дзвінок Бернзу           | Burnzy's Last Call             | Jackie              |
| 1998      | ф  | Студія 54                         | 54                             | Вів                 |
| 1999      | тф | За межею                          | Border Line                    | Allison Westlin     |
| 1999      | с  | Дотик ангела                      | Touched by an Angel            | Майор Джозі Сандерс |
| 2000      | тф | Повернення додому                 | Going Home                     | Katherine Barton    |
| 2000      | ф  | Осінь у Нью-Йорку                 | Autumn In New York             | Сара                |
| 2000—2001 | с  | Підказки Бульки                   | Blue's Clues                   | Dr. Eyeleen         |
| 2001      | ф  | Вбивство у «Центрі Америки»       | Viva Las Nowhere               | Маргарита           |
| 2002      | с  | Третя зміна                       | Third Watch                    | Доктор Сьюзан Льюїс |
| 2005      | с  | Міська компанія                   | Company Town                   | Angie Amberson      |
| 2007      | с  | Акула                             | Shark                          | Nora March          |
| 2007      | ф  | Неустойка                         | Forfeit                        | Карен               |
| 2007      | с  | Скажи мені, що любиш мене         | Tell Me You Love Me            | Рита                |
| 2008      | с  | В усіх на увазі                   | In Plain Sight                 | Marci Allen         |
| 2009      | ф  | Отчим                             | The Stepfather                 | Ліа                 |
| 2010      | с  | Хто такий Кларк Рокфеллер?        | Who Is Clark Rockefeller?      | Sandra Boss         |
| 2014      | с  | Під куполом                       | Under the Dome                 | Пауліна Ренні       |
| 2016      | ф  | Любитель собак                    | The Dog Lover                  | Джекі О'Коннелл     |
| 2016—2017 | с  | Мислити як злочинець: За кордоном | Criminal Minds: Beyond Borders | Карен Гаррет        |